# Братство українських класократів-монархістів, гетьманців
Братство українських класократів-монархістів, гетьманців — українська політична організація, заснована 18 серпня 1930 року В'ячеславом Липинським та його однодумцями Володимиром Залозецьким-Сасом, Василем Кучабським, Миколою Кочубеєм, Романом Метельським, Михайлом Савур-Ципріяновичем після розколу та виходу з Українського союзу хліборобів-державників (УСХД).

## Історія
Ідеологія засновувалася на тих самих програмних засадах, що й УСХД, з тією різницею, що питання вибору монаршої (гетьманської) династії братчики залишали на розсуд парламенту, який мав бути скликаний після відродження української держави.
Згідно з політичним заповітом В'ячеслава Липинського, члени організації виступали проти визнання Павла Скоропадського одноосібним лідером гетьманського руху. Друкований орган — «Збірник хліборобської України» (Прага, 1931–32). Близькою до цього братства за політичними поглядами була група галицьких монархістів (Іван Кревецький, Іван Крип'якевич, Теофіль Коструба).
Діяльність організації не мала суттєвого впливу на політичне життя української еміграції.